# برنارد إدواردز
برنارد إدواردز (بالإنجليزية: Bernard Edwards)‏ هو منتج أسطوانات وكاتب أغاني وموسيقي أمريكي، ولد في 31 أكتوبر 1952 في غرينفيل في الولايات المتحدة، وتوفي في 18 أبريل 1996 في طوكيو (اليابان) في اليابان بسبب ذات الرئة.

## وصلات خارجية
- برنارد إدواردز على موقع IMDb (الإنجليزية)
- برنارد إدواردز على موقع ميوزك برينز (الإنجليزية)
- برنارد إدواردز على موقع إن إن دي بي (الإنجليزية)
- برنارد إدواردز على موقع أول ميوزيك (الإنجليزية)
- برنارد إدواردز على موقع ديسكوغز (الإنجليزية)
- برنارد إدواردز على موقع قاعدة بيانات الفيلم (الإنجليزية)